# Козловское сельское поселение (Волгоградская область)
Козловское сельское поселение — муниципальное образование (сельское поселение) в Руднянском муниципальном районе Волгоградской области. Административный центр — село Козловка.

## География
Расположено в северной части Руднянского района.
Площадь сельского поселения составляет 9229 гектар, из которых 8168 га (по состоянию на 2008 год) приходится на сельхозугодья и 56 га занимает застройка (по состоянию на 2008 год).
Граничит:
- на юге и юго-западе— с Ильменским сельским поселением;
- на западе — с Еланским районом;
- на севере — с Жирновским районом;
- на северо-востоке и востоке — с Лемешкинским сельским поселением;
- на юге-востоке — с Осичковским сельским поселением[1].

Территорию поселения пересекают следующие балки: Антонникова, Икряная, Королёва, Цибилева, Егоровская.

## История
Козловское сельское поселение образовано 21 декабря 2004 года в соответствии с Законом Волгоградской области № 969-ОД.

## Население
| 2010 | 2012 | 2013 | 2014 | 2015 | 2016 | 2017 |
| ---- | ---- | ---- | ---- | ---- | ---- | ---- |
| 490  | ↘479 | →479 | ↘477 | ↘464 | ↗465 | ↘454 |
| 2018 | 2019 | 2020 | 2021 |      |      |      |
| ↘452 | ↗463 | ↘444 | ↘441 |      |      |      |

## Состав сельского поселения
| № | Населённый пункт | Тип населённого пункта       | Население |
| - | ---------------- | ---------------------------- | --------- |
| 1 | Козловка         | село, административный центр | ↘441      |

## Администрация
Глава — Щербина Иван Анатольевич (c 11 октября 2009 года);

Телефон/факс: 8(84453) 7-34-18

Адрес администрации: 403624, Волгоградская область, Руднянский район, с. Козловка, ул. Майская, 49.

e-mail: kozlovkasp@bk.ru

## Транспорт
Протяженность автодорог местного значения — 16,5 км (по состоянию на 2011 год).